# Försökskanin (sång)
Försökskanin är en pop-låt och digital singel av den svenske artisten Olle Ljungström från 2009. Låten fanns med Ljungströms sjunde soloalbum, Sju (2009), och är den enda singel som släpptes i samband med det albumet.

## Låtlista
Text och musik: Olle Ljungström
1. "Försökskanin" (3:37)